# Павлов, Фёдор Демьянович
Федор Демьянович Павлов — русский архитектор.

## Проекты
- Лесной проспект, д.№ 8, двор — здание фабрики белья П. Е. Олофа. 1901. (Надстроено).
- Лиговский проспект, д.№ 164 / Курская улица, д.№ 17 — доходный дом. 1901.
- 10-я Советская улица, д.№ 13 / Мытнинская улица, д.№ 28 — доходный дом. 1901—1902.
- Гаванская улица, д.№ 5, двор — здание бань. 1901—1902. Совместно с Д. Г. Фомичевым.
- Проспект Стачек, д.№ 3 — успенская церковь. 1910. (Не сохранилась).
- Сабировская улица, д.№ 37 — здание конторы Технохимического завода А. И. Шадрина. 1910.
- 10-я Советская улица, д.№ 11 — доходный дом. 1911.
- Бармалеева улица, д.№ 9 — доходный дом. 1911. (Надстроен).
- Серпуховская улица, д.№ 31 — доходный дом. Перестройка. 1911.
- Чкаловский проспект, д.№ 52 / улица Всеволода Вишневского, д.№ 9 — доходный дом. 1911—1913. Совместно с С. М. Беляковым и М. Д. Розензоном.
- Улица Воскова, д.№ 4 — доходный дом. 1912.
- Певческий переулок, д.№ 4 — здание Константиновской женской гимназии. 1912—1913. Совместно с Е. С. Павловым.
- Уральская улица, д.№ 9 — доходный дом. 1913. Совместно с А. О. Вейводой.
- Улица Мира, д.№ 6 — доходный дом. 1913.
- 14-я линия, д.№ 35 — доходный дом. 1914. Включен существовавший дом.